# Katalin Vad
Katalin Vad (anglès: Michelle Wild)  (Budapest, 16 de gener de 1980), més coneguda pel seu nom d'estrella del porno Michelle Wild (vad literalment significa "salvatge" en hongarès) és una actriu hongaresa i antiga actriu pornogràfica que havia treballat principalment per Private Media Group (internacional) i LUXx Video (Hongria).

## Carrera
La seva primera pel·lícula pornogràfica, Sex Opera d'Antonio Adamo, es va rodar el 2001, i posteriorment va treballar repetidament amb la mateixa empresa, Private Media Group, i el director Kovi, produint pel·lícules per a adults com Brides & Bitches i The Sex Secrets of the Paparazzi. També ha treballat amb directors porno tan destacats com John Leslie (Crack Her Jack 1) i Rocco Siffredi (Animal Trainer 5).
El 2003, Private va produir una pel·lícula per a adults d'estil semi-documental titulada The Private Life of Michelle Wild. La pel·lícula presentava fragments de Wild parlant dels seus desitjos, intercalats amb escenes. de les seves pel·lícules anteriors.
Va tenir una columna habitual a la revista masculina FHM i va ser copresentadora d'un programa de ràdio a la tarda. Va conèixer el seu futur marit, un barman de còctels, quan ell era convidat al seu programa de ràdio.
Va interpretar "Ivett Janovics", una infermera en una telenovel·la diària de temàtica hospitalària anomenada Jóban Rosszban a la TV2 hongaresa.
Des de la seva retirada del negoci d'adults i el naixement de la seva filla, ha dit, en diverses entrevistes a Hongria, que ha canviat completament i, tot i que no nega el seu passat, no tornaria a prendre el camí de l'actriu porno.
El 2009 va aparèixer al documental The Outsiders.

## Filmografia
- Black Label 19: Eternal Love (2001)
- Black Label 21: Lust Tango In Paris (2001)
- Intrigue and Pleasure (2001)
- Pickup Babes 2 (2001)
- Pirate Deluxe 14: Splendor Of Hell (2001)
- Pirate Deluxe 15: Eternal Ecstasy (2001)
- Pirate Deluxe 16: Fetish Obsession (2001)
- Pirate Fetish Machine 1: Colette's Kinky Desires (2001)
- Pirate Fetish Machine 2: Dominatrix Sex Gambit (2001)
- Pirate Fetish Machine 3: Fetish and Magic (2001)
- Private Black Label 20: Brides And Bitches (2001)
- Private Reality 1: Sexy Temptation (2001)
- Private Reality 2: Pure Pleasure (2001)
- Private Reality 4: Just Do It to Me (2001)
- Private XXX 15: Total Desire (2001)
- Rocco: Animal Trainer 5 (2001)
- Sex Opera (2001)
- Video Adventures of Peeping Tom 30 (2001)
- 110% Natural 4 (2002)
- Barely Legal 29 (2002)
- Best by Private 34: Lesbian Sex (2002)
- Black Label 27: Love Story (2002)
- D.N.A. (2002)
- Euroglam 1 (2002)
- Michelle és Sandra (2002)
- Pirate Fetish Machine 4: Sex Terminators (2002)
- Pirate Fetish Machine 5: Sex in a Frame (2002)
- Pirate Fetish Machine 6: Funky Fetish Horror Show (2002)
- Pirate Fetish Machine 8: Fetish Academy (2002)
- Private Black Label 23: Guns And Rough Sex (2002)
- Private Black Label 25: Love Is In The Web (2002)
- Private Orgies (2002)
- Private Reality 10: Ladder Of Love (2002)
- Private Reality 11: Singularity (2002)
- Private Reality 12: Dangerous Girls (2002)
- Private Reality 5: Click Here To Enter (2002)
- Private Reality 6: Dangerous Games (2002)
- Private Reality 7: Wild Adventures (2002)
- Private Reality 8: Summer Love (2002)
- Private Reality 9: Do Not Disturb (2002)
- Sex Secrets of the Paparazzi (2002)
- Soloerotica 1 (2002)
- Abuso di Potere (2003)
- Big Natural Tits 8 (2003)
- Big Natural Tits 9 (2003)
- Crack Her Jack 1 (2003)
- Crazy Bullets (2003)
- Cum Dumpsters 3 (2003)
- Decadence (2003)
- Devil Deep Inside (2003)
- Dossier Prostituzione (2003)
- Euro Girls Never Say No 1 (2003)
- Euroglam 4 (2003)
- Fresh Meat 17 (2003)
- Garden of Seduction (2003)
- Girls on Girls 1 (2003)
- Kaloz radio (2003)
- Measure For Measure (2003)
- Pirate Fetish Machine 11: Fetish Recall (2003)
- Pirate Fetish Machine 9: No Job No Blow (2003)
- Pleasures of the Flesh 1 (2003)
- Private Cafe 1 (2003)
- Private Life of Dora Venter (2003)
- Private Life of Michelle Wild (2003)
- Private Reality 13: Explosive Women (2003)
- Private Reality 14: Girls of Desire (2003)
- Private Reality 15: Never Say No (2003)
- Private Reality 16: More Than Sex (2003)
- Private Reality 17: Anal Desires (2003)
- Rocco's Best Butt Fucks 2 (2003)
- Sex And Guns (2003)
- Sexville (2003)
- Shiofuki Jane (2003)
- Big Natural Breasts 3 (2004)
- Double Penetration 1 (2004)
- Hot Rats (2004)
- Private Life of Mercedes (2004)
- Private Life of Sandra Iron (2004)
- Sex Ambassador (2004)
- Slam It in Every Hole (2004)
- Tutti Frutti Live Mix 2 (2004)
- Wife Lover Whore (2004)
- A Levego Fenegyerekei (2005)
- Lez-Mania 1 (2005)
- Moglie del Professore (2005)
- Nasty Dreams (2005)
- Private Life of Cristina Bella (2005)
- Private Penthouse Greatest Moments 2 (2005)
- Private Story Of Chrystal (2005)
- Sapphic Liaisons 1 (2005)
- Tini Tonik 2 (2005)
- Anal Payload (2009)
- Best by Private 106: Dripping Wet Lesbian Pussy (2009)
- Big Butt Attack 5 (2009)
- Ninn Wars 3 (2009)
- Big Boobs Power (2010)

## Premis i nominacions
- 2003 Venus Award guanyadora – Millor actriu (Hongria)[1][9][10][11]
- 2003 Festival Internacional de Cinema Eròtic de Barcelona Premi Ninfa guanyadora – Millor actriu secundària (Hot Rats)[2]
- 2004 European X Award guanyadora – Millor actriu (Alemanya)[12]
- 2004 21ns Premis AVN guanyadora – Millor actuació en tease (Crack Her Jack 1)[1][13]